# Мала Буда
Мала́ Бу́да —  село в Україні, в Острицькій сільській громаді Чернівецького району Чернівецької області.

## Історія
З 24 серпня 1991 року село входить до складу незалежної України.

## Населення
За результатами перепису населення України 2001 року населення села становить 577 осіб, з яких румунську мову визнали рідною 98,6% жителів.

### Мова
Розподіл населення за рідною мовою за даними перепису 2001 року:
| Мова            | Кількість | Відсоток |
| --------------- | --------- | -------- |
| румунська       | 569       | 98.61%   |
| українська      | 5         | 0.87%    |
| російська       | 2         | 0.35%    |
| інші/не вказали | 1         | 0.17%    |
| Усього          | 577       | 100%     |